# Charles George Gordon
Charles George Gordon (Londra, 28 gennaio 1833 – Khartum, 26 gennaio 1885) è stato un generale britannico.
Conosciuto in Cina come Gordon il cinese, in Africa come Gordon Pascià e in Sudan come Gordon di Khartum, fu un valente ufficiale e un coordinatore dell'esercito britannico, morto durante l'assedio di Khartum da parte dei seguaci sudanesi di Muhammad Ahmad. Eroe nazionale, fu nominato cavaliere dell'ordine del Bagno e viene ricordato per le sue imprese in Cina ed in Africa del Nord.

## Biografia

### Le origini e la formazione militare
Nacque a Woolwich, quartiere di Londra, ed era il quarto figlio di H.W. Gordon, generale dell'artiglieria reale. Fu istruito alla scuola di Taunton e a partire dal 1848 all'Accademia Militare Reale a Woolwich. Nel 1852 divenne Ufficiale del Genio e nel 1854 fu assegnato alla costruzione delle fortificazioni in difesa del porto di Milford. Nel mese di gennaio del 1855, essendo scoppiata la guerra di Crimea, fu nominato in servizio attivo e arrivò a Balaklava.
Si occupò qui delle opere d'assedio di Sebastopoli sul Mar Nero.
Gordon partecipò all'assalto della Torre di Redan dal 18 giugno fino alla capitolazione, avvenuta l'8 settembre, dove fu ferito.  Partecipò alla spedizione a Kinburn e fu reinviato a Sebastopoli, alla conclusione del conflitto. Con la pace, Gordon fu nominato membro di una commissione internazionale per delimitare il nuovo confine fra la Russia e la Turchia in Bessarabia. Fu rinviato in patria verso la fine del 1858 e nominato istruttore a Chatham nel mese di aprile del 1859, promosso al grado di capitano.

### L'invio e le attività in Cina
La sua permanenza in Inghilterra fu breve. Nel 1856 fu dichiarata guerra alla Cina (la seconda guerra dell'oppio) e Gordon inviato a Tientsin in settembre.

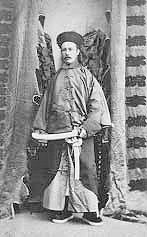
Charles Gordon come titu Celestiale (generalissimo)

Mancò all'attacco del forte di Dagu ma fu presente all'occupazione di Pechino ed alla distruzione del palazzo d'estate. Rimase con le forze britanniche che occupavano la Cina del Nord fino ad aprile del 1862 quando le truppe, al comando del generale William Staveley, si ritirarono a Shanghai per proteggere lo stanziamento europeo dall'esercito dei Taiping che stava minacciando la città. I successi negli anni 1850 nelle province di Guangxi, Hunan e Hubei ed il blocco di Nanchino del 1853 avevano ritardato l'avanzata dei ribelli.  Per molti anni i Taiping erano avanzati gradualmente verso est, ed erano infine finiti abbastanza vicini a Shanghai, da allarmare gli abitanti europei. La città reclutò una milizia di Europei ed asiatici per la sua difesa.  Questa forza, comandata dall'americano Frederick Townsend Ward, aveva occupato il paese ad ovest di Shanghai.  La lotta intorno a Shanghai continuò lentamente per circa due anni. I britannici arrivarono in un momento cruciale, Staveley decise di ripulire dai ribelli un'area di 50 chilometri da Shanghai in collaborazione con gli statunitensi e una piccola forza francese. Gordon era stato nominato ufficiale ingegnere. Jiading (Kahding), Qingpu (Singpo) ed altre città furono occupate e la zona fu ripulita dei ribelli alla fine del 1862.  Ward era stato ucciso nella battaglia di Tzeki ed il suo successore era malvisto dalle autorità imperiali cinesi. Li Hongzhang, il governatore della provincia di Jiangsu, chiese a Staveley di nominare un ufficiale britannico per comandare il contingente. Staveley selezionò Gordon, che era diventato maggiore nel dicembre 1862.
Nel mese di marzo del 1863 Gordon prese il comando di un piccolo esercito cinese a Songjiang con il quale, nel giro di due anni di guerra ininterrotta, riuscì a domare la ribellione: a seguito di una disputa con Li Hongzhang sull'esecuzione dei capi ribelli, Gordon ritirò la sua forza da Suzhou e rimase inattivo a Kunshan fino al febbraio del 1864; riprese l'attività e bloccò Chanchufu, la base militare principale dei Taiping nella regione, in maggio.
Gordon ritornò a Kunshan e disperse il suo esercito.
Gordon fu promosso dall'Imperatore al grado di Titu Celestiale (Generalissimo), il più alto grado raggiungibile nell'esercito cinese, e decorato con la Yellow Jacket. Egli fu poi promosso dall'esercito britannico a tenente-colonnello ed al titolo di Companion of the Bath.  Inoltre si guadagnò il soprannome popolare di "Gordon il cinese".

### Il rientro in Inghilterra e la nomina a colonnello dell'esercito egiziano
Ritornato in Inghilterra, Gordon ricoprì vari incarichi. Comandò i lavori degli ingegneri militari intorno a Gravesend, per la costruzione di una fortezza per la difesa del Tamigi. Nel mese di ottobre del 1871 fu nominato rappresentante britannico della commissione internazionale per mantenere la navigazione del delta del Danubio, con il quartier generale a Galați.
Nel 1872 fu inviato a controllare i cimiteri militari britannici in Crimea e quando passò per Costantinopoli fece la conoscenza del primo ministro dell'Egitto, che chiese al comando inglese che Gordon servisse sotto il kedivè. Nel 1873 in Sudan Gordon ristabilì l'ordine, lottò contro la tratta degli schiavi e creò una rete di comunicazioni.
Ricevuta l'offerta definitiva dal viceré d'Egitto, che accettò con il consenso del governo britannico, Gordon andò in Egitto all'inizio del 1874, dove fu fatto colonnello dell'esercito egiziano. Le autorità egiziane stavano estendendo i loro confini meridionali fin dal 1820.  Una spedizione era stata mandata sul Nilo bianco, al comando di sir Samuel Baker, ed aveva raggiunto Khartum nel mese di febbraio del 1870 e Gondokoro nel mese di giugno del 1871. Baker aveva incontrato grandi difficoltà e non si muoveva molto oltre alcune postazioni lungo il Nilo.
Il viceré chiese a Gordon di subentrare a Baker nel controllo della regione. Dopo un breve soggiorno al Cairo, Gordon ripartì per Khartum, via Suakin e Berber. Da Khartum continuò sul Nilo bianco a Gondokoro e vi rimase fino ad ottobre del 1876. Durante questo viaggio Gordon fu raggiunto dall'amico Romolo Gessi e dall'ex ufficiale dell'esercito degli Stati Uniti d'America, Charles Chaillé-Long, con il quale tuttavia non andava d'accordo.  Era riuscito a stabilire una linea continua di postazioni dalla confluenza di Sobat sul Nilo bianco alla frontiera dell'Uganda, dove si propose di aprire una strada da Mombasa. In quel periodo Gordon fu coinvolto nei tentativi di sopprimere la tratta degli schiavi combattendo contro la corrotta e inefficiente burocrazia egiziana, che non aveva alcun interesse nel sopprimere la tratta. Gordon scoprì presto che il suo superiore, il Governatore Generale del Sudan, Ismail Aiyub Pasha, era profondamente implicato nella tratta degli schiavi e faceva tutto ciò che era in suo potere per sabotare gli sforzi antischiavisti di Gordon, negandogli gli approvvigionamenti e passando informazioni agli schiavisti. Il disaccordo condusse Gordon a informare il viceré che non desiderava rimanere in Sudan e che sarebbe ritornato a Londra. Ismail Pascià gli rispose che egli aveva promesso di rimanere e lo invitava a mantenere la sua parola. Gordon acconsentì a restare al Cairo, ma insisteva per essere nominato governatore generale dell'intero Sudan. Dopo diverse discussioni, il viceré lo nominò governatore generale dell'intero Sudan. Come governatore, Gordon intraprese un certo numero di iniziative a vasto raggio.

### La guerra contro l'Abissinia e la tratta degli schiavi
I rapporti fra l'Egitto ed Abissinia erano crollati per una disputa sul distretto di Bogos. La guerra fra i due paesi era quindi scoppiata nel 1875 e una spedizione egiziana era stata completamente sconfitta vicino a Gundet.  Una seconda e più grande spedizione, al comando del principe Hassan, era stata allestita l'anno seguente ed era stata inviata a Gura.

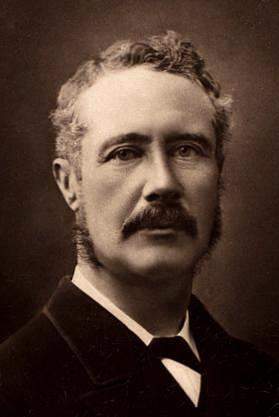
Charles George Gordon in abiti civili

Le cose rimasero quiete fino al marzo del 1877, quando Gordon arrivò a Massaua, sperando di concludere la pace con gli abissini.  Andò fino a Bogos e scrisse al re di proporre i termini.  Tuttavia non attese a Khartum.  Un'insurrezione era scoppiata nel Darfur e Gordon vi andò.  Gli insorti erano numerosi ed egli pensò che la diplomazia avrebbe avuto una migliore probabilità di successo. Accompagnato soltanto da un interprete, Gordon andò all'accampamento nemico per discutere la situazione.  Questa audace mossa riuscì, ed una parte degli insorti si unì a lui mentre il resto si ritirò al sud.  Gordon allora andò a visitare le province di Berber e di Dongola, poi andò alla frontiera abissina prima di tornare a Khartum nel mese di gennaio del 1878.  Gordon fu convocato al Cairo in marzo e fu nominato presidente di una commissione.  Il viceré fu deposto nel 1879 e gli succedette il figlio.
Gordon ritornò a sud.  Ad Harar, nel sud dell'Abissinia trovando una gestione irregolare, allontanò il governatore.  Poi tornò a Khartum e rientrò di nuovo nel Darfur per sopprimere il commercio degli schiavi. Il suo luogotenente ed amico fraterno, Romolo Gessi, combatté con grande successo nel distretto di Bahr el-Ghazal e mise fine alla sommossa.  Gordon allora tentò un'altra missione di pace in Abissinia.  La cosa finì con Gordon fatto prigioniero e rimandato a Massaua.  Di là andò al Cairo e rimise il suo mandato sul Sudan: era esaurito dagli anni di lavoro incessante e rimpatriò nel 1880 per motivi di salute.

### Gli incarichi in Europa e il ritorno in Cina
Nel mese di marzo 1880 Gordon visitò il re Leopoldo a Bruxelles e fu invitato ad assumere la carica di governatore del Congo Belga. In aprile il governo della colonia del Capo gli offrì la posizione di comandante delle forze locali del Capo. In maggio il marchese di Ripon gli offrì la carica di governatore generale dell'India e gli chiese andare con lui come segretario riservato.
Gordon accettò quest'ultima offerta, ma subito dopo essere arrivato in India, si dimise. Appena saputo di queste dimissioni, sir Robert Hart, ispettore generale degli affari interni in Cina, lo invitò a Pechino. Arrivato in Cina in luglio e venuto a contatto con Li Hongzhang, seppe che vi era il rischio di una guerra con la Russia. Gordon rimase a Pechino e usò tutta la sua influenza per far accettare la pace.
Ritornò quindi nel Regno Unito, ma nell'aprile del 1881 partì per l'isola Mauritius come comandante del corpo genieri dell'esercito. Rimase nell'isola Mauritius fino al marzo del 1882, quando fu promosso a maggior generale. Fu mandato a Città del Capo per un aiuto nella sistemazione della postazione in Basutoland. Ritornò in Inghilterra soltanto per alcuni mesi. Essendo Gordon privo ora di incarichi, decise di andare in Palestina, un paese che lungamente aveva voluto visitare e vi rimase per un anno. Il re del Belgio allora gli chiese di nuovo di assumere la carica in Congo. Accettò e ritornò a Londra per fare i preparativi. Ma alcuni giorni dopo il suo arrivo, il governo britannico volle mandarlo immediatamente nel Sudan, ove la situazione era andata peggiorando dopo la sua partenza.

### La guerra mahdista e la morte

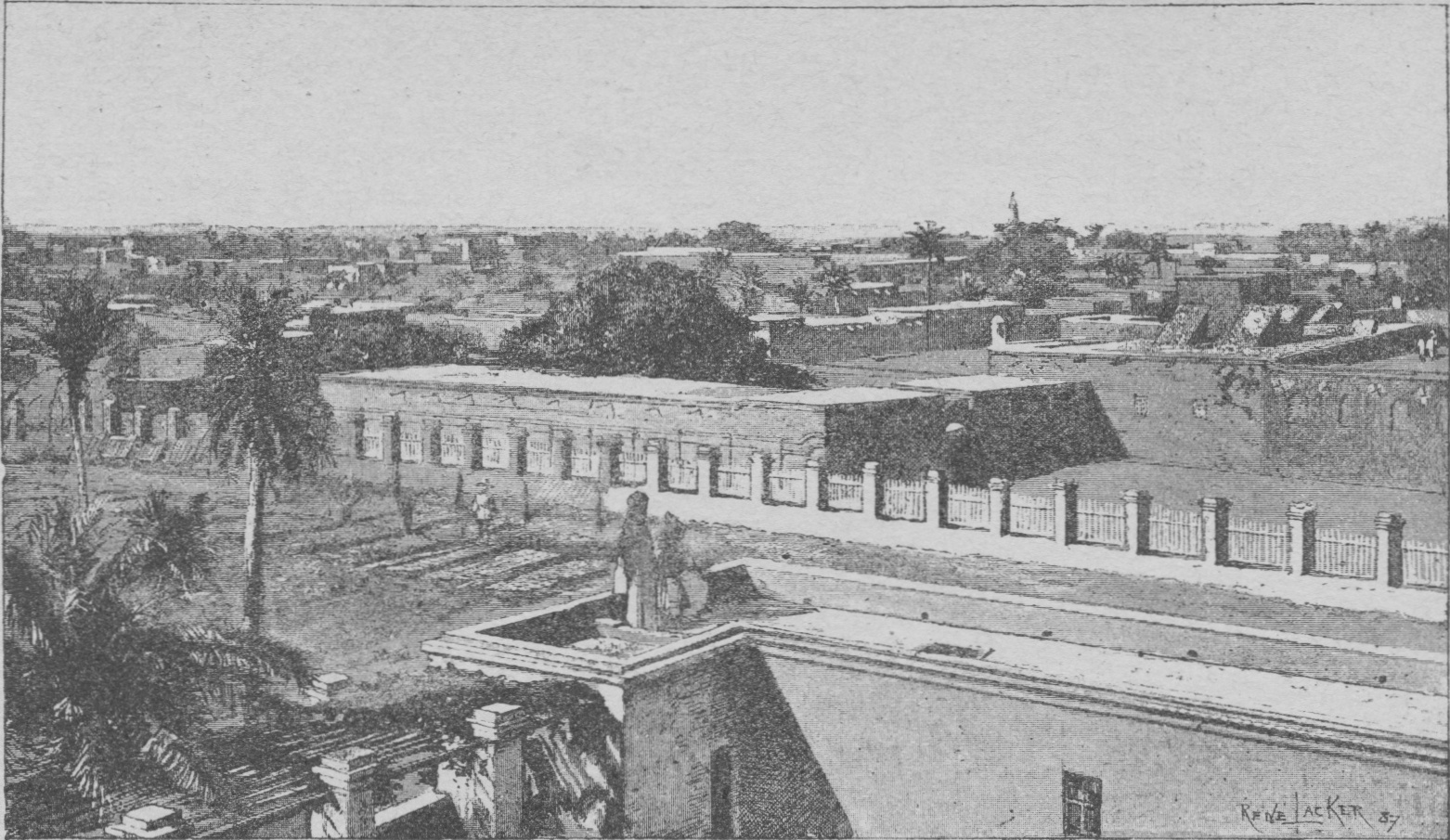
Vista di Khartum dal libro Stanleys expedition till Emin Paschas undsättning di Alphonse-Jules Wauters

Un'altra sommossa condotta da Muhammad Ahmad, autoproclamatosi Mahdi, aveva sconfitto la spedizione comandata da Hicks Pascià nel 1883.  Le forze egiziane nel Sudan erano insufficienti per fare fronte ai ribelli ed il governo doveva abbandonare le proprie posizioni. Nel settembre 1882 la postazione nel Sudan era stata messa in pericolo. Nel mese di dicembre del 1883 il governo britannico aveva ordinato all'Egitto di abbandonare il Sudan, ma l'abbandono era difficile da effettuare perché coinvolgeva il ritiro di migliaia di soldati egiziani, degli impiegati civili e delle loro famiglie. Il governo britannico chiese a Gordon di attuare a Khartum la migliore evacuazione.
Gordon andò al Cairo nel mese di gennaio del 1884, accompagnato da J.D.H. Stewart. Al Cairo, ricevette ulteriori istruzioni da sir Evelyn Baring e fu nominato governatore generale con ordini esecutivi. Attraversando Korosko e Berber, arrivò a Khartum il 18 febbraio. Gordon immediatamente incominciò l'operazione di evacuazione delle donne, dei bambini, degli ammalati e dei feriti e riuscì a mandare in Egitto circa 2 500 persone prima che le forze del Mahdi lo assediassero in Khartum. Gordon sperava di avere l'aiuto di Zubayr, una guida musulmana locale, ma il governo britannico si rifiutò di farsi sostenere da una persona che in precedenza era stata commerciante di schiavi. La situazione si fece critica a causa di una sommossa nel Sudan orientale e delle ripetute sconfitte delle truppe egiziane a Suakin. Una forza britannica fu mandata a Suakin al comando del generale sir Gerald Graham e costrinse i ribelli a fuggire dopo varie azioni duramente combattute. Gordon sollecitò la riapertura della strada da Suakin a Berber, ma questa richiesta fu rifiutata dal governo di Londra e ad aprile Graham e le sue truppe furono ritirate abbandonando così Gordon ed il Sudan. La guarnigione a Berber cedette in maggio e Khartum fu completamente isolata.

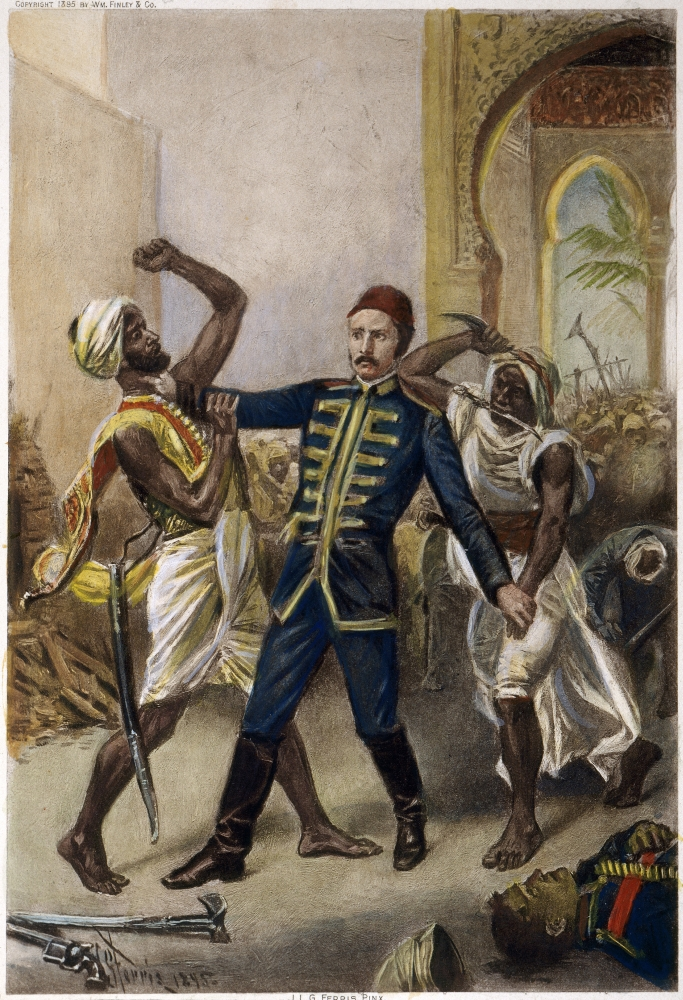
La morte di Gordon (J.L.G. Ferris)

Gordon organizzò la difesa di Khartum, con soli cinque ufficiali europei, per sostenere un assedio che cominciò il 18 marzo 1884. I britannici avevano deciso di abbandonare il Sudan, ma era chiaro che Gordon aveva altri programmi e i cittadini di Khartum richiedevano sempre di più il suo aiuto. Per 10 mesi Gordon organizzò e rimase a capo delle difese della cittadella di Khartum. Una tardiva spedizione inviata in suo soccorso al comando di Garnet Wolseley giunse il 28 gennaio 1885, ma due giorni prima i mahdisti avevano attaccato la città di notte e, favoriti dal tradimento di alcuni indigeni, se n'erano impadroniti. Il Generale Gordon fu ucciso e la sua testa fu portata al campo del Mahdi.

## Riconoscimenti
- Dopo la sua morte il generale Gordon è diventato romanticamente un eroe popolare per la guerra contro lo schiavismo che aveva condotto in prima persona e pagato con la vita.

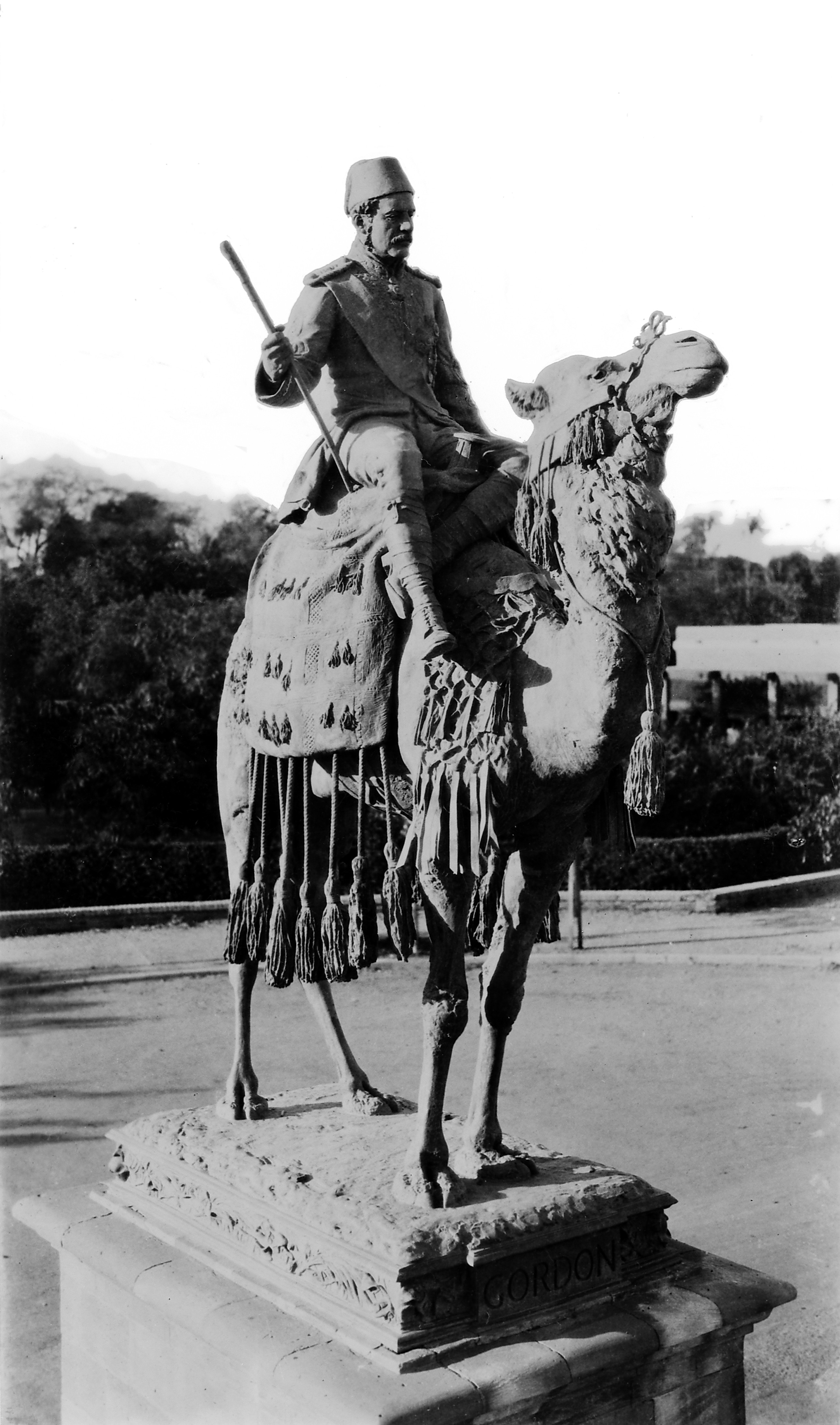
Statua del generale Gordon, a Khartum

- Sempre a Khartum si trova una statua a memoria di Gordon Pascià, raffigurato a cavallo di un dromedario.
- Alla memoria del generale Gordon è stata intitolata a Khartum una scuola di studi universitari, il General Gordon Memorial College, oggi Università di Khartum.
- Di lui sono stati eseguiti ritratti, come quello di George William Joy, General Gordon's Last Stand (1885, ora alla Leeds City Art Gallery), una statua in bronzo a Londra ed un film del 1966 intitolato Khartoum; nella parte di Gordon Pascià recitò Charlton Heston, che aveva una sorprendente somiglianza con Gordon.
- Gli è stata è intitolata una scuola nel Surrey.
- La memoria di Gordon è onorata non solo nel Sudan, ma anche nel suo paese d'origine e in altri paesi. Nel Kent, le fortificazioni della riva del fiume della città sono intitolate al Gravesend, l'argine della zona di svago della riva del fiume è conosciuto come Gordon Promenade e poco più a sud si trova il Khartoum Place.
- Al centro della natia Woolwich vi è la General Gordon Square.

## Filmografia
In riferimento alla figura di C.C. Gordon, è stato prodotto un film nel 1966, intitolato Khartoum, ambientato durante l'ultimo periodo della sua vita, ed interpretato da Charlton Heston, attore che aveva una forte somiglianza con il personaggio.